# Cap de Menorca
Cap de Menorca är en udde i Spanien.   Den ligger i regionen Balearerna, i den östra delen av landet, 600 km öster om huvudstaden Madrid.
Terrängen inåt land är huvudsakligen kuperad, men åt sydväst är den platt. Havet är nära Cap de Menorca österut.  Närmaste större samhälle är Alcúdia, 6,6 km väster om Cap de Menorca. 